# Metioche baroalbae
Metioche baroalbae är en insektsart som beskrevs av Otte, D. och R.D. Alexander 1983. Metioche baroalbae ingår i släktet Metioche och familjen syrsor. Inga underarter finns listade i Catalogue of Life.